# Блумдаль, Карл Биргер
Карл Биргер Блумдаль (швед. Karl Birger Blomdahl; 19 октября 1916, Векшё — 14 июня 1968, Кунгсенген) — шведский композитор и дирижёр.

## Биография
Первоначально изучал биохимию, затем учился в стокгольмской Королевской академии музыки у Хильдинга Русенберга (композиция), изучал также дирижирование у Тора Манна. В первые послевоенные годы стажировался в Риме и Париже, испытав сильное влияние Пауля Хиндемита, особенно сказавшееся в скрипичном концерте (1948). К другим источникам воздействия (в более поздний период) можно отнести творчество Белы Бартока и Альбана Берга.
Затем вернулся в Швецию. С 1954 года возглавлял Стокгольмский камерный оркестр. В 1960—1964 годы профессор композиции в Королевской академии музыки, с 1965 годы был руководителем музыкального отдела Шведского радио.
Блумдалю принадлежат оперы «Аниара» (швед. Aniara, 1958, по одноимённой фантастической поэме Харри Мартинсона) и «Господин фон Ханкен» (нем. Herr von Hancken, 1962, по одноимённому роману Яльмара Бергмана), обе на либретто Эрика Линдегрена, а также три балета. На стихи Линдегрена написан и ряд вокальных и хоровых произведений Блумдаля, в том числе кантата «В зеркальном зале» (швед. I speglarnas sal; 1952), а кантата «Анабасис» (1956) создана на основе одноимённой поэмы Сен-Жон Перса. Из трёх симфоний Блумдаля выделяется третья (1950). Кроме того, ему принадлежат различные камерные сочинения, киномузыка (в том числе к фильму Ингмара Бергмана «Вечер шутов», 1953).
Выходящая в США шведская газета «Nordstjernan» включила Блумдаля в список «Сто наиболее влиятельных шведов за тысячу лет» с пояснением: «Самый одарённый и разносторонний шведский композитор новейшего времени».